# Aegidius
Aegidius (overleden 464) was een Romeinse generaal, die in het midden van de vijfde eeuw de laatste resten Romeins gebied in Gallië onder zijn gezag kreeg. Na de dood van keizer Majorianus opereerde hij onafhankelijk van de rest van het rijk als usurpator. De vroegere bronnen noemen hem afwisselend principes (keizer) of rex (koning). In de provincie Gallia Lugdunensis stichtte hij een zelfstandig Gallo-Romeinse Rijk, dat tot 486 zou bestaan.

## Legerleider in Gallië
Aegidius was legerleider in Gallië onder keizer Majorianus, de laatste keizer van het westen die met een vaststaand leger een serieuze poging deed om het rijk te versterken. Toen het rijk als gevolg van het eigenzinnige optreden van de Germaanse foederati dreigde uiteen te vallen in steeds meer afzonderlijke delen, rustte Majoranus in de zomer van 457 een leger uit en stuurde dit onder leiding van Aegidius naar Gallie. Aegidius startte een offensief tegen de ripuarische Franken (Rijnfranken) die aan de Rijn een bedreiging vormden. De stad Keulen werd daarbij ontruimd.
In de Gotische oorlog van 457-458 heroverde Aegidius het door de Bourgonden bezette Lyon en verdedigde met succes Arles, de hoofdplaats van de Prefectuur Gallia, tegen de Visigoten. Ondanks deze successen sloot keizer Marjorianus kort daarop een nieuw foederati-verdrag met de Bourgonden, dat de Bourgonden een groter vestigingsgebied garandeerde en werd het oude verdrag met Visigoten hernieuwd. De steun van de Germaanse foederati-eenheden in het Romeinse leger was namelijk onmisbaar voor zijn plannen om het rijk te herstellen te kunnen verwezenlijken.

## Gallo-Romeinse Rijk

Het rijk van Aegidius en zijn zoon Syagrius.

In augustus 461 werd keizer Majorianus door de Germaanse generaal Ricimer ten val gebracht. Ricimer benoemde Libius Severus tot opvolger, maar had feitelijk de macht in handen.

### Opstand tegen het centrale regime
Aegidius die als opperbevelhebber in Gallia verbleef, weigerde samen te werken met Ricimer en erkende eveneens de Oost-Romeins keizer Leo I Libius Severus niet als keizer. Hij kwam in opstand tegen het regime in Italië met de grote strijdmacht, waarschijnlijk het Gallische veldleger, die onder zijn bevel stond. Het is onduidelijk in welke mate hij in contact stond met Oost-Romeins keizer. De meeste historici gaan er vanuit dat hij als een usurpator of warlord, vergelijkbaar met Bonifatius voor hem, opereerde.
Spoedig na zijn opstand kreeg Aegidius een geschil met de Visigoten, die wel trouw bleven aan het officiële gezag, over grensgebieden. Keizer Severus, ongetwijfeld op advies van Ricimer, besloot de havenstad Narbonne af te staan aan de Visigoten om verzekerd te zijn van hun steun tegen Aegidius. Later volgde nog het officiële bevel over de keizerlijke Gallische strijdkrachten te delegeren aan de Bourgondische koning Gundioc, waarmee Ricimer Aegidius effectief de toegang tot Zuid-Gallië en dus Italië wilde ontnemen. Ondanks deze tegenslag demonstreerde Aegidius sterk leiderschap in het behouden van de loyaliteit van het Gallische veldleger tegen Severus.

### Afgesneden van Italië en de rest van het rijk
Aegidius dreigde herhaaldelijke Italië binnen te vallen en deed uiteindelijk een poging met zijn leger tegen Ricimer op te trekken, maar was weinig succesvol doordat de Bourgondische koning Gundioc die Ricimer als generaal aan zich had weten te binden- Aegidius de pas naar Italië afsneed. Rond deze tijd stuurde Aegidius zelf ambassadeurs naar de Vandaalse koning Geiserik, in een poging een alliantie te vormen tegen Ricimer.

### De oorlog tegen de Visigoten
Deze initiatieven leverde weinig op want Aegidius raakte in moeilijkheden toen de Visigoten vanuit het zuiden in opdracht van Ricimer tegen hem optrokken. Hij werd hierdoor gedwongen zich terug te trekken naar het gebied rond Parijs. Afgesloten van de rest van het Romeinse rijk stichtte Aegidius vervolgens in Gallia Lugdunensis, in het Gallische gebied ten noorden van de Loire en ten zuiden van de Somme een zelfstandig Gallo-Romeinse Rijk. Soissons, waar zich enkele belangrijke wapenfabrieken bevonden maakte hij tot hoofdstad.
Toen de Visigoten in 463 opnieuw optrokken tegen de Galloromeinen voorzag Aegidius zich van steun van de Frankische foederati onder aanvoering van Childerik. Met hulp van deze bondgenoot slaagde hij erin de Visigoten te verslaan in de slag bij Orléans, waarbij de Gotische generaal Frederik werd gedood. Met deze overwinning versterkte Aegidius zijn machtsbasis in Gallië.

## Einde
Huidige historici veronderstellen dat er geen redenen zijn om aan te nemen dat het ooit zijn bedoeling is geweest om Noord-Gallië in een koninkrijk te veranderen of een 'barbaarse leider' te worden. Priscus stelt dat zijn oorspronkelijke plan was om Italië aan te vallen, net als zijn voormalige collega en medekrijgsheer Marcellinus in Dalmatië Toch kreeg Aegidius te maken met veel zwaardere tegenstand dan Marcellinus toen de Visigoten hem de oorlog verklaarden. Bovendien genoot hij niet dezelfde voordelen als Marcellinus waardoor deze later kon terugkeren binnen het westelijke rijk. Desalniettemin kan Aegidius zijn oude ambitie niet zo gemakkelijk hebben opgegeven, zoals valt op te maken door zijn beslissing om gezanten te sturen in 464/465 naar Geiserik, die evenals Aegidius een gemeenschappelijke vijand was van Ricimer en Severus. Aegidius werd kort hierna op verraderlijke wijze vergiftigd.
Het rijk dat Aegidius stichtte bleef na zijn dood nog tientallen jaren voortbestaan. Hij gezag werd eerst overgenomen door Paulus of Childerik, daarna door Aegidius’ eigen zoon Syagrius, die het in 486 verloor aan de Franken onder Clovis.